# Himantolophus crinitus
Himantolophus crinitus är en fiskart som beskrevs av Erik Bertelsen och Krefft, 1988. Himantolophus crinitus ingår i släktet Himantolophus och familjen Himantolophidae. Inga underarter finns listade i Catalogue of Life.